# Bauhinia pervilleana
Bauhinia pervilleana är en ärtväxtart som beskrevs av Henri Ernest Baillon. Bauhinia pervilleana ingår i släktet Bauhinia och familjen ärtväxter. Inga underarter finns listade i Catalogue of Life.